# 常磐松久須根町
常磐松久須根町（じょうばん まつくすねまち）は、福島県いわき市にある大字である。郵便番号は971-8137。

## 地理
いわき市中央部の常磐地区に属する。北で平上荒川、常磐上矢田町、東で鹿島町鹿島、南で鹿島町下矢田、常磐三沢町、常磐水野谷町、西で草木台とそれぞれ隣接する。概ね町村制施行以前の磐前郡松久須根村の流れを汲む地域である。二級水系藤原川水系矢田川支流松久須根川流域を主な範囲とし、常磐三沢町、常磐上矢田町と共に湯本川とその支流流域の常磐地区の他地域とは尾根筋を隔てている。川沿いの低地に水田と集落が広がり北側の山裾に沿い住宅が建ち並ぶ他は山林が広がる。平正内町内に所在するいわき中央警察署及び常磐消防署がそれぞれ管轄にあたる。

### 主な字
字
複数の字を持つが、地名の表記に「字」の文字は使用されない。
- 手倉
- 高内
- 広畑
- 坂下
- 大夫内

- 根岸
- 内田
- 戸ノ作
- 宮ノ前
- 大平

### 河川
- 松久須根川（二級水系藤原川水系）
  - 五安ため池

## 歴史
- 1879年1月27日 - 平藩領松久須根村が福島県内における郡区町村制の施行により磐前郡の村となる[4]。
- 1889年4月1日 - 町村制の施行により松久須根村が上矢田村、三沢村、米田村、飯田村、走熊村、下矢田村、下蔵持村、上蔵持村、久保村、船戸村、御代村と合併し、磐前郡鹿島村が成立する。旧松久須根村域は鹿島村の大字となる[4]。
- 1896年4月1日 - 磐前郡と周辺郡との合併により石城郡が発足し、石城郡鹿島村となる[4]。
- 1953年10月10日 - 石城郡小名浜町に編入され、小名浜町の大字となる[4]。
- 1954年3月29日 - 大字上矢田、三沢と共に湯本町に編入され、湯本町の大字となる。
- 1954年3月31日 - 磐崎村と合併し常磐市が成立、常磐市の大字となる[4]。
- 1966年10月1日 - 常磐市が平市・勿来市・内郷市・磐城市、石城郡小川町・遠野町・四倉町・川前村・田人村・好間村・三和村、双葉郡久之浜町・大久村と合併しいわき市となり、いわき市常磐地区の大字となる[4]。

## 世帯数と人口
2023年10月31日現在の世帯数と人口は以下の通りである。
| 大字           | 世帯数 | 人口 |
| -------------- | ------ | ---- |
| 常磐松久須根町 | 25世帯 | 51人 |

## 小・中学校の学区
市立小・中学校に通う場合、学区は以下の通りとなる。
| 番地 | 小学校                   | 中学校                   |
| ---- | ------------------------ | ------------------------ |
| 全域 | いわき市立中央台北小学校 | いわき市立中央台北中学校 |

## 交通

### 道路
- 国道6号常磐バイパス
- 一級市道上矢田水野谷線

## 施設
- 専称寺観音堂
- 宝林寺
- 羽黒神社